# Iriona
Iriona es un municipio del departamento de Colón en la República de Honduras. Su extensión territorial es de 3,861 km².

## Toponimia
Su nombre proviene del zambo “iri” significa espina y “ona” una: Una Espina.

## Límites
| Orientación | Límite                                      |
| ----------- | ------------------------------------------- |
| Norte       | Mar Caribe                                  |
| Sur         | Municipio de Dulce Nombre de Culmí, Olancho |
| Este        | Municipio de Brus Laguna, Gracias a Dios    |
| Oeste       | Municipio de Limón, Colón                   |
| Oeste       | Municipio de Bonito Oriental, Colón         |

## Historia
El indicio histórico más antiguo de esta localidad es como una aldea del municipio de Trujillo a finales del siglo XIX.

## Población
De acuerdo al censo oficial de 2013, tenía una población de 21,204 habitantes. A julio de 2020 tenía una población estimada de 22,455 habitantes.

## Política
| Puesto        | Funcionario                   | Partido político       |
| ------------- | ----------------------------- | ---------------------- |
| Alcalde       | Wílmer Renán Guzmán Murillo   | Partido Nacional       |
| Vicealcaldesa | Karla Elizabeth Guity Norales | Partido Nacional       |
| Regidora 1    | Margarita Dolmo Álvarez       | Partido Nacional       |
| Regidor 2     | Jairo Onel Echeverría Ramírez | Partido Liberal        |
| Regidor 3     | Tomás Norales Guevara         | Partido Nacional       |
| Regidora 4    | Yeni Marelin Duarte Wood      | Partido Liberal        |
| Regidor 5     | Naun Elías Leiva López        | Partido Nacional       |
| Regidor 6     | Luis Santiago Suazo Álvarez   | Libertad y Refundación |
| Regidor 7     | Esaú Jonatan Ulloa Redondo    | Partido Liberal        |
| Regidora 8    | Geydi Rosita Alvares Guillén  | Partido Nacional       |

## División política
- Aldeas: 11 (2013)
- Caseríos: 175 (2013)

| Código administrativo | Aldea                  |
| --------------------- | ---------------------- |
| 020301                | Iriona                 |
| 020302                | Ciriboya               |
| 020303                | Cusuna                 |
| 020304                | Iriona Viejo           |
| 020305                | Las Champas u Ocotales |
| 020306                | Paya                   |
| 020307                | Punta de Piedra        |
| 020308                | San José de la Punta   |
| 020309                | Sangrelaya             |
| 020310                | Sico                   |
| 020311                | Tocamacho              |